# Gunschah
Gunschah, auch Gundschah, war ein ostindisches Volumen- und Getreidemaß in Aceh, einer indonesischen Provinz an der Nordwestspitze der Insel Sumatra.
- 1 Gunschah = 8 Nelli = 64 Bamboos = 256 Tschoa = 116,759 Gramm (für Reis)[1]
- 10 Gunschah = 1 Coyan